# Sebastian Mielitz
Sebastian Mielitz   (Zehdenick, 18 de juliol de 1989) és un futbolista alemany que juga a la posició de porter pel Werder Bremen II alemany.